# Wahlenbergia thunbergii
Wahlenbergia thunbergii là loài thực vật có hoa trong họ Hoa chuông. Loài này được (Schult.) B.Nord. mô tả khoa học đầu tiên năm 2003.